# Promachus lehri
Promachus lehri là một loài ruồi trong họ Asilidae. Promachus lehri được Joseph & Parui miêu tả năm 1997. Loài này phân bố ở miền Ấn Độ - Mã Lai.